# High Commissioner von Niue in Neuseeland
Der High Commissioner of Niue to New Zealand (dt.: „Hochkommissar von Niue in Neuseeland“) ist der höchste diplomatische Vertreter von Niue in Neuseeland im System des Commonwealth. Er leitet die Auslandsvertretung (diplomatic mission) in Neuseeland. Da Niue und Neuseeland Mitgliedsstaaten des Commonwealth of Nations sind, bestehen diplomatischen Beziehungen auf Regierungsebene anstatt zwischen Staatsoberhäuptern. Daher tauschen die Länder High Commissioners statt Botschaftern aus.
Niue ist allerdings ein Staat in freier Assoziation mit Neuseeland und hat keine eigene Souveränität. Neuseeland ist der einzige Staat, welcher mit Niue diplomatische Beziehungen unterhält.
Das Amt wurde 2001 eingerichtet; Hima Takelesi war der erste „Niue High Commissioner to New Zealand“, nachdem er im August 2001 aus der Niue Fono Ekepule (Parlament) zurückgetreten war.

## High Commissioner
- 2001–2005 Hima Douglas (Hima Takelesi)
- 2005–2011 Sisilia Talagi
- 2011–2017 O’Love Jacobsen